# بروفوليتا

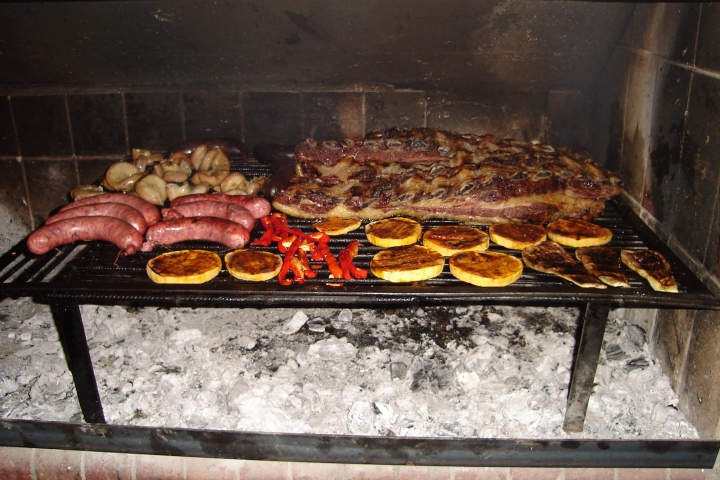
شرائح بروڤوليتا مشوية.

بروڤوليتا هي علامة تجارية لجبن بروفولون الأرجنتيني. وتؤكل مشوية في الأرجنتين والأوروغواي
طوّر هذا النوع من الجبن ناتاليو آلبا عام 1940، وتأسست العلامة التجارية «بروڤوليتا» عام 1963.
قطع البروفوليتا التي يتراوح قطرها بين 10 - 15 سم وارتفاعها بين 1 - 2سم تقدّم عادة مع أسادو قبل بدء تناول اللحم المشوي. توضع قطع الجبن التي تغطّس بالفلفل والأوريغانو فوق الشواء على الحجارة الصغيرة أو في طبق مغطى بالقصدير، وتشوى حتى تذوب جزئياً. تنكّه الجبن بصلصة تشيميتشوري وهي خليط من الزيوت والتوابل وتؤكل مع الخبز.